# Campeonato Mundial de Biatlón de 2008

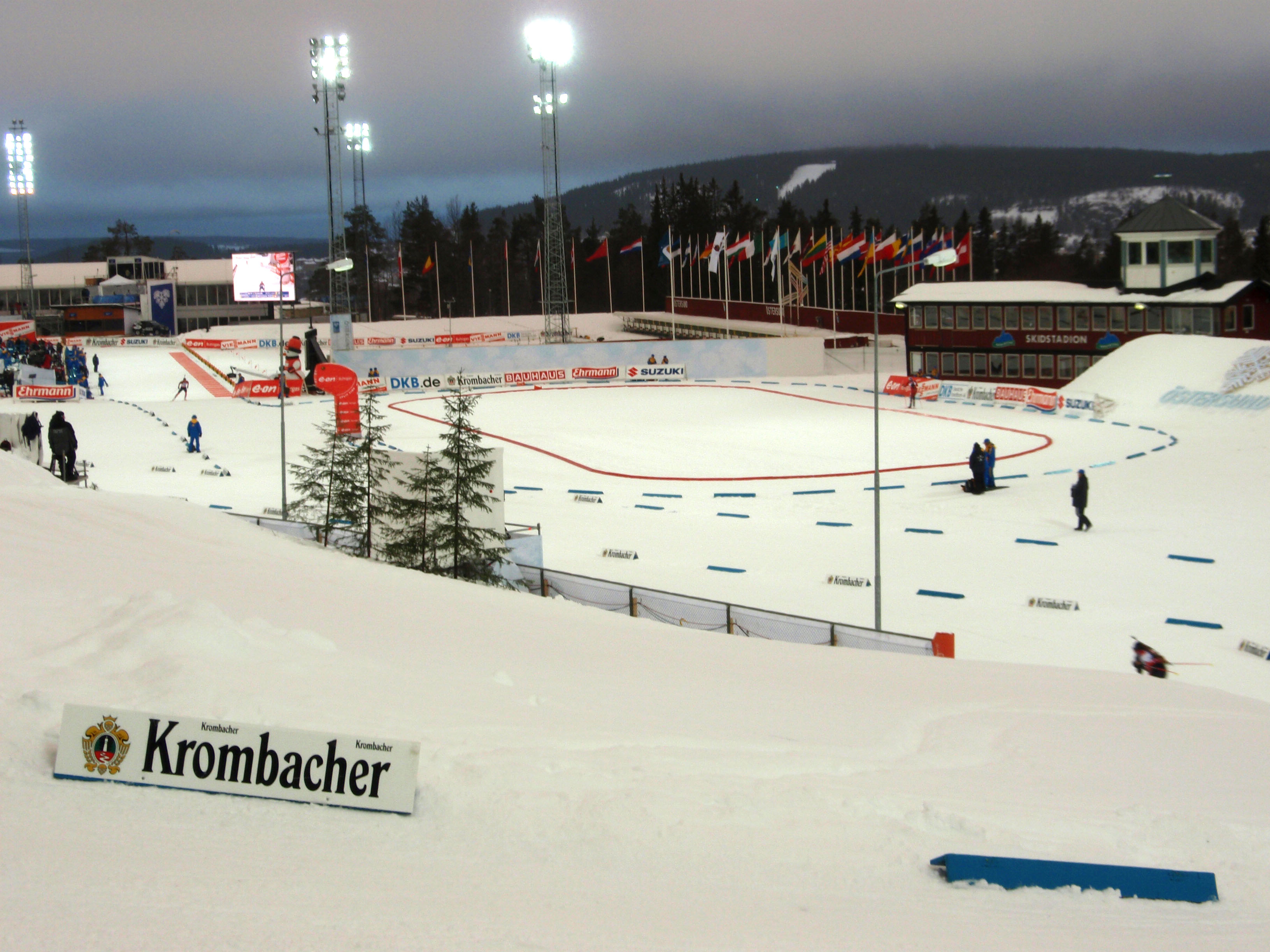
Estadio de esquí de Östersund durante la Copa del Mundo de biatlón 2008

El XLIV Campeonato Mundial de Biatlón se celebró en la localidad de Östersund (Suecia) entre el 8 y el 17 de febrero de 2008 bajo la organización de la Unión Internacional de Biatlón (IBU) y la Federación Sueca de Biatlón.

## Países participantes
En total participaron 283 biatletas (155 hombres / 128 mujeres) de 38 federaciones nacionales afiliadas a la IBU. 
| África | América                                                 | Asia                                                               | Europa | Oceanía         |
| ------ | ------------------------------------------------------- | ------------------------------------------------------------------ | --- | --------------- |
| —      | Canadá (4/4) · Groenlandia (2/-) · Estados Unidos (5/5) | China (4/5) · Corea del Sur (2/2) · Japón (2/2) · Kazajistán (6/6) | Alemania (7/7) · Austria (7/-) · Bélgica (3/1) · Bielorrusia (5/6) · Bosnia y Herzegovina (2/1) · Bulgaria (5/5) · Croacia (1/2) · Eslovaquia (4/4) · Eslovenia (4/5) · Estonia (8/5) · Finlandia (5/4) · Francia (6/6) · Grecia (3/-) · Hungría (3/-) · Italia (5/5) · Letonia (5/4) · Lituania (-/1) · Macedonia del Norte (1/-) · Moldavia (1/2) · Noruega (8/8) · Países Bajos (1/-) · Polonia (5/6) · Reino Unido (5/2) · República Checa (6/5) · Rumania (-/4) · Rusia (8/8) · Serbia (4/-) · Suecia (5/5) · Suiza (5/1) · Ucrania (7/7) | Australia (1/-) |

## Resultados

### Masculino
| Evento                        | Oro                                                                                    | Plata                                                                                                 | Bronce                                                                                     |
| ----------------------------- | -------------------------------------------------------------------------------------- | --- | ------------------------------------------------------------------------------------------ |
| 10 km velocidad (09.02)       | Maxim Chudov · Rusia · 22:25,4                                                         | Halvard Hanevold · Noruega · 22:45,2                                                                  | Ole Einar Bjørndalen · Noruega · 22:55,4                                                   |
| 20 km individual (14.02)      | Emil Hegle Svendsen · Noruega · 51:51,9                                                | Ole Einar Bjørndalen · Noruega · 52:23,3                                                              | Maxim Maximov · Rusia · 52:26,7                                                            |
| 12,5 km persecución (10.02)   | Ole Einar Bjørndalen · Noruega · 31:04,5                                               | Maxim Chudov · Rusia · 31:14,6                                                                        | Alexander Wolf · Alemania · 31:47,3                                                        |
| 15 km salida en grupo (17.02) | Emil Hegle Svendsen · Noruega · 36:12,6                                                | Ole Einar Bjørndalen · Noruega · 36:13,0                                                              | Maxim Chudov · Rusia · 36:37,5                                                             |
| Relevos 4 × 7,5 km (16.02)    | Rusia · Ivan Cherezov · Nikolai Kruglov · Dmitri Yaroshenko · Maxim Chudov · 1:21:00,7 | Noruega · Emil Hegle Svendsen · Rune Brattsveen · Halvard Hanevold · Ole Einar Bjørndalen · 1:21:49,9 | Alemania · Michael Rösch · Alexander Wolf · Andreas Birnbacher · Michael Greis · 1:22:43,2 |

### Femenino
| Evento                          | Oro                                                                                     | Plata                                                                                                | Bronce                                                                               |
| ------------------------------- | --------------------------------------------------------------------------------------- | --- | ------------------------------------------------------------------------------------ |
| 7,5 km velocidad (09.02)        | Andrea Henkel · Alemania · 19:43,1                                                      | Albina Ajatova · Rusia · 19:55,8                                                                     | Oxana Jvostenko · Ucrania · 20:06,3                                                  |
| 15 km individual (14.02)        | Yekaterina Yurieva · Rusia · 44:23,8                                                    | Martina Glagow · Alemania · 45:37,1                                                                  | Oxana Jvostenko · Ucrania · 46:48,2                                                  |
| 10 km persecución (10.02)       | Andrea Henkel · Alemania · 28:56,0                                                      | Yekaterina Yurieva · Rusia · 29:16,5                                                                 | Albina Ajatova · Rusia · 29:34,5                                                     |
| 12,5 km salida en grupo (16.02) | Magdalena Neuner · Alemania · 39:36,5                                                   | Tora Berger · Noruega · 39:39,5                                                                      | Yekaterina Yurieva · Rusia · 40:06,0                                                 |
| Relevos 4 × 6 km (17.02)        | Alemania · Martina Glagow · Andrea Henkel · Magdalena Neuner · Kati Wilhelm · 1:10:12,6 | Ucrania · Oxana Yakovlieva · Viktoriya Semerenko · Valentyna Semerenko · Oxana Jvostenko · 1:10:43,5 | Francia Delphyne Peretto Marie-Laure Brunet Sylvie Becaert Sandrine Bailly 1:11:48,3 |

### Mixto
| Evento                                | Oro                                                                                             | Plata                                                                                               | Bronce                                                                                           |
| ------------------------------------- | ----------------------------------------------------------------------------------------------- | --------------------------------------------------------------------------------------------------- | ------------------------------------------------------------------------------------------------ |
| Relevos 2 × 6 km + 2 × 7,5 km (12.02) | Alemania · Sabrina Buchholz · Magdalena Neuner · Andreas Birnbacher · Michael Greis · 1:12:20,5 | Bielorrusia · Liudmila Kalinchyk · Daria Domracheva · Rustam Valiulin · Serguei Novikov · 1:13:13,1 | Rusia · Svetlana Sleptsova · Oxana Neupokoyeva · Nikolai Kruglov · Dmitri Yaroshenko · 1:13:23,4 |

## Medallero
| Núm. | País        | Oro | Plata | Bronce | Total |
| ---- | ----------- | --- | ----- | ------ | ----- |
| 1    | Alemania    | 5   | 1     | 2      | 8     |
| 2    | Noruega     | 3   | 5     | 1      | 9     |
| 3    | Rusia       | 3   | 3     | 5      | 11    |
| 4    | Ucrania     | 0   | 1     | 2      | 3     |
| 5    | Bielorrusia | 0   | 1     | 0      | 1     |
| 6    | Francia     | 0   | 0     | 1      | 1     |
|      | TOTAL       | 11  | 11    | 11     | 33    |